# Matija Majar-Ziljski

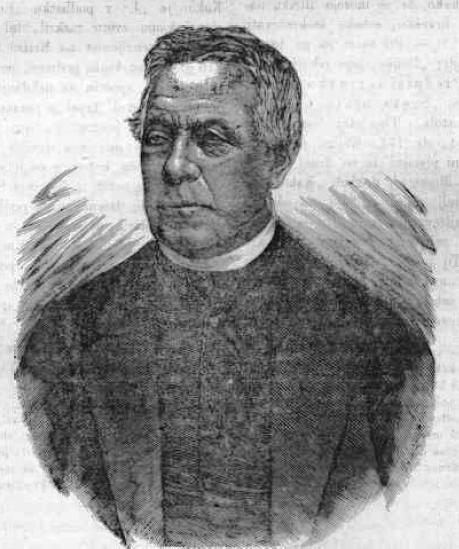
Matija Majar

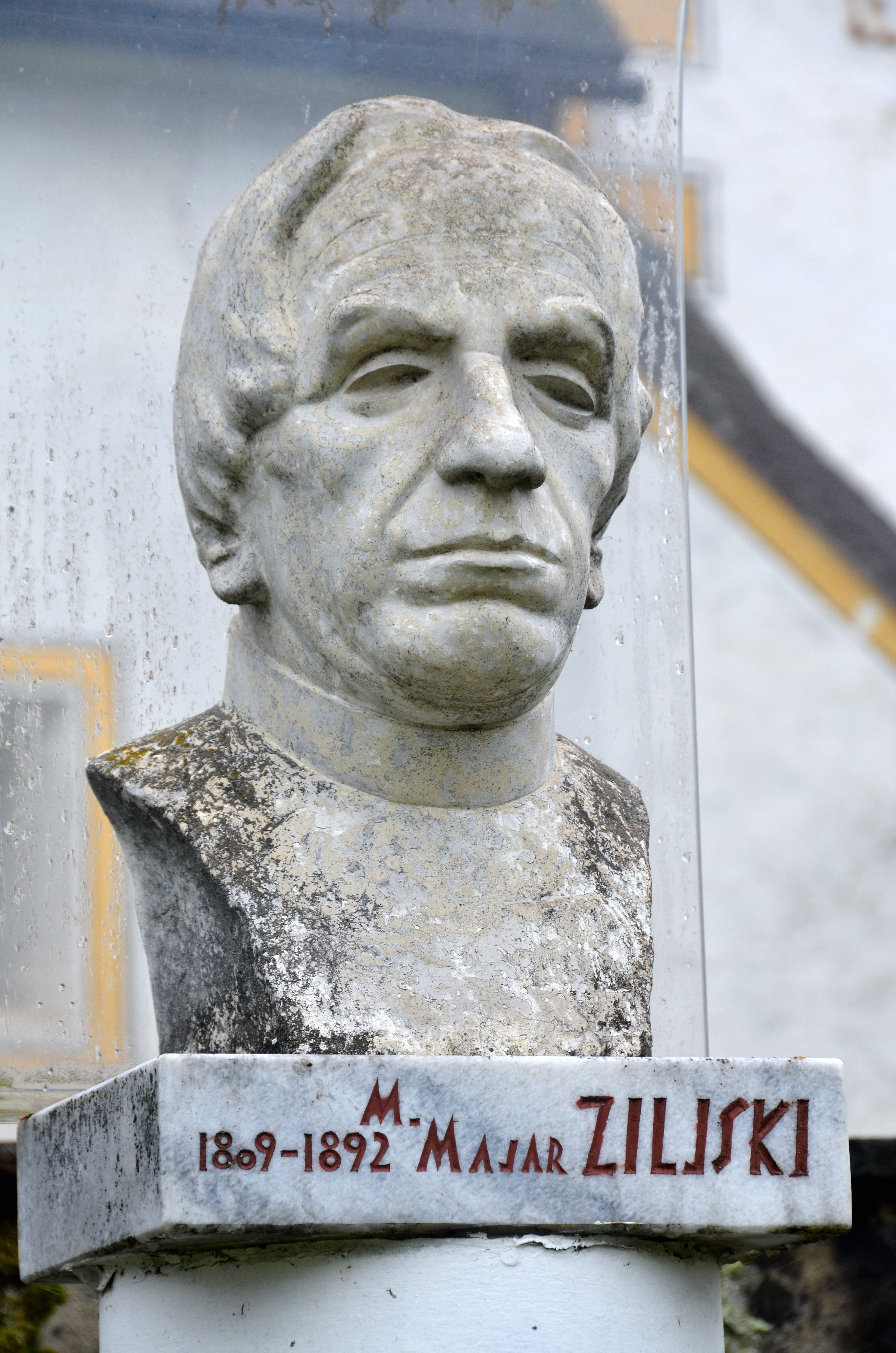
Büste im Kulturpark von Suetschach (Kärnten)

Matija Majar-Ziljski, eigentlich Matthias Mayer
(* 7. Februar 1809, in Wittenig, slowenisch: Vitenče; † 31. Juli 1892 in Prag) war ein römisch-katholischer Geistlicher, Ethnograph, Sprachforscher und politischer Publizist und Agitator aus der slowenischen Volksgruppe in Kärnten, der als Verfasser des Manifests für ein Vereintes Slowenien besonders bekannt wurde. Sein anfängliches Pseudonym Ziljski (= „Gailtaler“) ist üblicher Bestandteil seines Namens geworden. Die Schreibung mit Bindestrich wird häufiger.

## Herkunft, Jugend
Majar stammt aus einem der kleinen Dörfer im Südkärntner Gailtal (slowenisch: Zila), die heute zur Stadtgemeinde Hermagor gehören. Er wuchs in einer damals gemischtsprachigen slowenisch-deutschen Umgebung auf, und der kluge Knabe erhielt, wie es in Kärnten häufig der Fall war, von begüterten Bauern der slowenischen Volksgruppe die Möglichkeit zu einer höheren Schulbildung in Klagenfurt, um Priester zu werden. Während des Studiums am Klagenfurter Lyzeum kam er in Kontakt mit dem Spiritual am Priesterseminar Anton Martin Slomšek (1800–1862), dem späteren ersten Bischof von Marburg an der Drau (slow. Maribor), der für den Gebrauch des Slowenischen in Schulen, Ämtern und im öffentlichen Leben kämpfte.

## Vormärz
Majar, der dann auch am Grazer Lyzeum studierte, zu dem die Grazer Universität 1782 von Josef II. herabgestuft worden war, wurde nach seiner Primiz Pfarrer in zu jener Zeit hauptsächlich slowenischsprachigen Kärntner Orten, zunächst in Rosegg (slowenisch:Rožek), danach in Saifnitz (slowenisch: Žabnice), dem heutigen Camporosso, mit der vielbesuchten Kärntner Marien-Wallfahrtskirche auf dem Luschariberg im inzwischen zu Italien gehörenden Kanaltal. Ab 1837 arbeitete er in der Diözesanverwaltung in Klagenfurt, ab 1843 war er Klagenfurter Domkaplan der Diözese Gurk. Während dieser Zeit machte er die Bekanntschaft etlicher slowenischer Ethnographen und Publizisten, die mit slowenischer Sprache und Kultur befasst waren wie Urban Jarnik (1784–1844), Anton Janežič (1828–1869), Matthias Achazel (slowenisch: Matija Ahacel; 1779–1845) und Davorin Trstenjak (1817–1890).
Unter dem Einfluss Jarniks, eines slowenischen Priesters aus dem Gailtal wie Majar selbst, wurde er ein eifriger Sammler alten slowenischen Volksguts und so zu einem der wichtigsten slowenischen Ethnographen. Er sammelte Sagen, Märchen, Rätsel, Sprichwörter, vor allem Lieder. Man könnte sagen, der Slawe verkümmert ohne Gesang, wie die Blüte ohne Sonnenschein, schreibt Majar 1843 über den reichen Schatz an Liedern seiner slowenischen Kärntner, oft klingen sie wehmütig wie eine Klage nach einem verschwundenen goldenen Zeitalter, oft sehnsuchtsvoll wie ein Hoffnungslied an eine unbekannte bessere Zukunft; aber immer geht das Lied zum Herzen, weil es vom Herzen kommt. 1846 veröffentlichte er eine Sammlung religiöser, zum Teil sehr alter Lieder Pesmarica cerkvena .
Majar schrieb aber auch schon für die Zeitung Novice in Laibach eine Reihe von Aufsätzen, in denen er für kulturelle Belange der Slowenen – Schule, Volksbildung, völkisches Bewusstsein – eintrat. 1844 lobte der Klagenfurter Domkaplan an Novice zur Freude des Herausgebers Janez Bleiweis, dass der Stil des Blattes schön, glatt, leicht verständlich, mit einem Wort: national-slowenisch sei, schlug jedoch vor, die Redaktion möge sich nicht nur, wie es programmatisch angekündigt worden war, an die „krainischen Slowenen“, sondern an alle „Slowenen im Krainischen, Steirischen, Kärntnerischen, in Görz, Venetien usw.“ wenden. Darüber hinaus möge sie ihren Ausdruck auch den Dialekten der nahen Slawen in Kroatien, Slawonien, in Dalmatien usw. annähern.
Die Illyrische Bewegung in Kroatien und vor allem der slowenisch-kroatische Dichter und Agitator Stanko Vraz führten Majar zu seiner Entwicklung von panslawischen Vorstellungen, so dass er 1848 die Grammatik einer südslawischen Kunstsprache veröffentlichte, die „für Slowenen und gleichzeitig Kroaten und Serben leicht zu verstehen“ sein sollte. Anders als Vraz, der von der Notwendigkeit einer südslawischen Einheitssprache so sehr überzeugt war, dass er seine slowenische Muttersprache wegen deren zahlenmäßiger Unterlegenheit und vermeintlicher Bedeutungslosigkeit völlig aufgab und in dem neuen Kroatisch des Ljudevit Gaj dichtete, strebten Majar und seine Nachfolger wie Luka Svetec (1826–1921/22) oder der Wiener Slawistik-Professor Ritter von Miklosich (slowenisch: France Miklošič, 1813–1891) einen andern Weg zu einer gemeinsamen südslawischen Literatursprache an: Durch die Konzentration auf jene slowenischen Dialektformen, die kroatischen oder serbischen am nächsten waren (und vice versa), sollte die Fusion erreicht werden. Obschon eine solche nie geschah, es also nie zu einem „Jugoslawisch“ kam, wurde durch die Akzeptanz ihrer Reformen das moderne Standard-Slowenisch letztlich dem Serbo-Kroatischen weit ähnlicher, als es sonst wahrscheinlich geworden wäre.
Für die Vereinigung aller slawischen Sprachen stellte sich Majar einen Etappenplan vor: Zunächst sollten also die südslawischen „Dialekte“ zu einem „Illyrisch“, wie er es entworfen hatte, verschmelzen und in gleicher Weise die westslawischen zu einem „Tschechoslowakisch“; später einmal sollten diese dann mit Polnisch und Russisch fusioniert werden. Dabei sollte für die südslawische schriftliche Einheitssprache der gebildeten Slowenen, Kroaten und Serben seine Grammatik auf der Basis postulierter graphemischer Einheiten gelten, für den mündlichen Verkehr aber phonemische und morphologische Toleranzen zulässig sein.

## 1848
Am 17. März des Revolutionsjahres 1848, vier Tage nach dem Sturz Metternichs, formulierte Majar, „der linkeste jener Zeit“, wie ihn Josip Apih, der slowenische Historiker der Slowenen von 1848 nennt, die slowenischen Forderungen in einer Denkschrift, die er von Klagenfurt aus in Umlauf brachte und am 28. März auch in der Laibacher Zeitung Novice unter dem Titel „Gepriesen sei Gott in der Höhe und Friede auf Erden den Menschen guten Herzens“ publizierte. Er schrieb darin über die Wichtigkeit einer revolutionären Periode für die Durchsetzung völkischer Rechte und Ziele –  Seit die Sonne scheint, gibt es keine bedeutungsvollere Zeit für alle Slowenen – und formulierte ein politisches Manifest „Was wir Slowenen wollen“ (Kai Slovenci terjamo), in welchem er die Vereinigung aller slowenischsprachigen Gebiete der österreichischen Monarchie zu einer politisch autonomen Verwaltungseinheit mit dem Namen „Slowenien“ forderte. Eine Abschrift seiner dem österreichischen Kaiser Ferdinand überreichten Petition findet sich auch in den Materialien des 1. Slawenkongresses in Prag. Unter dem Namen „Vereintes Slowenien“ („Zedinjena Slovenija“) wurde dieses Manifest dann vom Wiener Slowenenverein Društvo Slovenija zu einem detaillierten Programm erweitert.

## Restauration
Derartige von Klagenfurt ausgehende politische Aktivitäten behagten der Kärntner Diözesanleitung nicht; auch zu dem eher vorsichtigen Anton Slomšek geriet er darob in Gegnerschaft, weshalb man Majar in die weit entfernte Pfarre von Göriach/Gorje, heute ein Ortsteil der Gemeinde Hohenthurn (slowenisch: Straja vas), versetzte, wo er mehr als eineinhalb Jahrzehnte isoliert verbrachte.

## Radikale Spätzeit
Durch Die Versetzung offenbar in seiner Haltung wie in seinem Allslawismus radikalisiert, brach er 1867 aus und unternahm ohne Genehmigung der Diözese eine vierwöchige Reise nach Moskau zum 2. Slawenkongress. Als einziger slowenischer Teilnehmer dieser später als „Slawenwallfahrt“ bezeichneten panslawischen Großveranstaltung präsentierte er in der „Ethnographischen Ausstellung“ sein Gailtal anhand von Trachten und alten Pfarr- und Schulchroniken. Die ihm daraufhin wegen der unerlaubten Abwesenheit von seiner Pfarre vom Bischof auferlegte Geldbuße bewirkte schließlich seinen Bruch mit den kirchlichen Autoritäten Kärntens, und Majar traf 1870 Anstalten, ins öffentliche Leben zurückzukehren.
Nun plädierte er sogar für die Einführung der kyrillischen Schrift für sämtliche slawischen Äußerungen, eine Vorstellung, die die „illyrischen“ Kroaten als drohende Vorzeichen serbischer Hegemonie nicht goutierten, während die Serben gerade ihr Kyrillisch als „Ausdruck der serbischen Identität“ empfanden und gegen das Eindringen von „Kroatizismen“ protestierten; Majar jedoch publizierte nun in seiner eigenen „allslawischen“ Kunstsprache sowohl in lateinischer als auch in kyrillischer Schrift. Vor allem seine slowenischen Landsleute sollten sich dieser „slawischen“ Schrift bedienen, wozu er ein entsprechendes Lehrwerk mit den Texten in beiden Schriften publizierte.

## Lebensabend
Seine ethnographischen Studien veröffentlichte Majar-Ziljski in verschiedenen russischen Zeitschriften, und er stand seit der „Slawenwallfahrt“ nach Moskau mit dem russischen Panslawisten Michail Petrowitsch Pogodin in Briefwechsel. Der stellte ihm 1870 eine Professur in Odessa in Aussicht, wo er seine panslawischen Ideen besser hätte verfolgen können als in der heimatlichen Pfarre, wo er immer wieder empfand, er sei Schikanen durch die kirchliche Obrigkeit ausgesetzt. Doch dies zerschlug sich, denn da er immer noch römisch-katholischer Priester war, verweigerten ihm die russischen Behörden die Einreise. Majar zog sich mit seinem kleinen Benefiziat aufs Klagenfurter Kreuzbergl zurück, gab seine Hoffnungen auf eine sprachliche Einigung der Slawen noch nicht auf und propagierte ab 1873 weiter seine panslawischen Ideen in seiner eigenen Zeitschrift Slavjan (d. i. „Der Slawe“), deren Erfolg allerdings eher mäßig war und die ihr Erscheinen nach zwei Jahren infolge des Nachlassens der panslawischen Begeisterung wieder einstellte. Resigniert und kränkelnd zog Majar 1885 nach Prag, wo er bis zu seinem Lebensende verblieb.

## Werke
- Matija Majar: Slovinica ruska za Slovence. G. Blaž, Trgovec v Reki (Fiume), Fiume/Rijeka 1867 (PDF).
- Matija Majer u Celovcu: Pravila kako izobraževati ilirsko narečje i u obče slavenski jezik. Jožef Blaznik, Ljubljana 1848.
- Matija Majar: Sveta brata Ciril i Metod slavjanska apostola i osnovatel’a slovstva slovstva slavjanskoga: tisučlětny spoměn na lěto 863. K. Seîfrid, Wien 1864.
- Matija Majar Ziljski: Sveta brata Ciril i Metod, slavjanska apostola. Tisučletui spoměn na lěto 863. (Druck Latein und Cyrillisch) Schmaler & Pech, Bautzen 1867.